# Alburitel
Alburitel ist eine Gemeinde (Freguesia) im portugiesischen Kreis Ourém mit 1060 Einwohnern (Stand 19. April 2021).